# Michael Gladis
Michael James Gladis (Houston, Texas; 30 de agosto de 1977) es un actor estadounidense. Es conocido por su papel como Paul Kinsey, en la serie Mad Men, apareció en las primeras tres temporadas de la serie, y como estrella invitada en la quinta temporada.

## Primeros años
Gladis nació en Houston, Texas. Fue criado en Farmington, Connecticut, hijo de un ejecutivo de ventas. Se graduó de la Secundaria Farmington en 1995.

## Carrera
Antes de Mad Men, interpretó a Eugene Rossi en cuatro episodios de Third Watch. Actualmente está en la comedia de Adult Swim, Eagleheart. Gladis apareció en un episodio de Law & Order: Special Victims Unit titulado "Branded" y en un episodio de Leverage.

## Vida personal
Desde diciembre de 2012, mantiene una relación con la actriz Beth Behrs. Se comprometieron el 10 de julio de 2016. Se casaron el 21 de julio de 2018 en el rancho Moose Creek en Victor (Idaho), a las afueras de Jackson Hole. El 13 de junio de 2022 anunciaron el nacimiento de su hija Emma George Gladis.

## Filmografía

### Cine
| Año  | Título                                        | Papel                          | Notas        |
| ---- | --------------------------------------------- | ------------------------------ | ------------ |
| 2002 | K-19: The Widowmaker                          | Yevgeny Borzenkov              |              |
| 2004 | Press Gang                                    | Brian                          | Cortometraje |
| 2012 | The Argument with Beth Behrs & Michael Gladis |                                | Cortometraje |
| 2013 | Armed Response                                | Bruce                          |              |
| 2013 | Devil's Knot                                  | Dan Stidham                    |              |
| 2013 | Knights of Badassdom                          | Rey Diamond                    |              |
| 2013 | Low Expectations                              | Pernell Roberts                | Cortometraje |
| 2014 | Not Safe for Work                             | John Ferguson / Whistle Blower |              |
| 2014 | Without Word                                  | T.S. Garp Gault                |              |
| 2015 | Terminator Génesis                            | Lt. Matias                     |              |

### Televisión
| Año       | Título                            | Papel                             | Notas                                   |
| --------- | --------------------------------- | --------------------------------- | --------------------------------------- |
| 2003      | Hack                              | Dan Kelley                        | Episodio: "Out of the Ashes"            |
| 2003      | Third Watch                       | Eugene Rossi                      | Papel recurrente (4 episodios)          |
| 2005      | Law & Order: Criminal Intent      | Donny                             | Episodio: "Prisoner"                    |
| 2007      | Life                              | Dean Gill                         | Episodio: "Serious Control Issues"      |
| 2007-2009 | Mad Men                           | Paul Kinsey                       | Papel regular (40 episodios)            |
| 2009      | The Good Wife                     | Mark Richardson                   | Episodio: "Lifeguard"                   |
| 2010      | Law & Order: Criminal Intent      | Randall                           | Episodio: "Love Sick"                   |
| 2010      | Medium                            | Dave Anderson                     | Episodio: "The Match Game"              |
| 2010      | Law & Order: Special Victims Unit | Bill Dixon                        | Episodio: "Branded"                     |
| 2011      | House M.D.                        | Jaimie                            | Episodio: "Family Practice"             |
| 2011      | L.A. Noire                        | Dudley Lynch (voz)                | Videojuego                              |
| 2011      | Leverage                          | Reed Rockwell                     | Episodio: "The 15 Minutes Job"          |
| 2011-2012 | Eagleheart                        | Jefe                              | Papel principal (13 episodios)          |
| 2012      | How I Met Your Mother             | Chester                           | Episodio: "Trilogy Time"                |
| 2012      | Mad Men                           | Paul Kinsey                       | Episodio: "Christmas Waltz"             |
| 2013      | Justified                         | Kenneth                           | Episodio: "Money Trap"                  |
| 2013      | The Mentalist                     | Curtis Wiley                      | Episodio: "Red Lacquer Nail Polish"     |
| 2013      | Revolution                        | Capitán                           | Episodio: "The Love Boat"               |
| 2014      | Reckless                          | Jefe Holland Knox                 | Papel principal (13 episodios)          |
| 2015      | Battle Creek                      | Robert Whitehall                  | Episodio: "Heirlooms"                   |
| 2015      | Extant                            | Nate Malone                       | 6 episodios                             |
| 2015      | House of Lies                     | John Andrews                      | 3 episodios                             |
| 2015      | The Librarians                    | el monstruo de Frankenstein       | Episodio: "And the Broken Staff"        |
| 2016      | Elementary                        | Rodger Stapleton                  | Episodio: "Hounded"                     |
| 2016      | The Call Room                     | Jim (voice)                       | 1 episodio                              |
| 2016      | Feed the Beast                    | Patrick "The Tooth Fairy" Woichik | 10 episodios                            |
| 2017      | Lucifer                           | Sam                               | Episodio: "They're Back, Aren't They?"  |
| 2018      | Criminal Minds                    | Pastor Hollis Monroe              | Episodio: "Innocence"                   |
| 2020      | Penny Dreadful: City of Angels    | Charlton Townsend                 | papel principal                         |
| 2021      | The Neighborhood                  | Dr. Fisher                        | Episodio: "Welcome to the Procedure"    |
| 2021      | Law & Order: Special Victims Unit | Andy Richards                     | Episodio: "What Can Happen in the Dark" |